# Expedició 45
L'Expedició 45 va ser la 45a estada de llarga durada a l'Estació Espacial Internacional. Scott Kelly i Mikhail Korniyenko van ser transferits de l'Expedició 44 com a part de la seva estada d'un any a bord de l'EEI. L'Expedició 45 va començar amb l'arribada de la Soiuz TMA-18M a l'EEI l'11 de setembre de 2015, i va concloure amb la sortida de la Soiuz TMA-17M l'11 de desembre de 2015. Kelly, Korniyenko i Sergey Volkov després van ser transferits a la tripulació de l'Expedició 46.

## Tripulació
| Posició            | Tripulació                                  |
| ------------------ | ------------------------------------------- |
| Comandant          | Scott Kelly, NASA Quart vol espacial        |
| Enginyer del vol 1 | Mikhail Korniyenko, RSA Segon vol espacial  |
| Enginyer del vol 2 | Oleg Kononenko, RSA Tercer vol espacial     |
| Enginyer del vol 3 | Kimiya Yui, JAXA Primer vol espacial        |
| Enginyer del vol 4 | Kjell N. Lindgren, NASA Primer vol espacial |
| Enginyer del vol 5 | Sergey Volkov, RSA Tercer vol espacial      |

FontSpacefacts